# 1239 هـ
1239 هـ هي سنة في التقويم الهجري امتدت مقابلةً في التقويم الميلادي بين سنتي 1823 و1824.

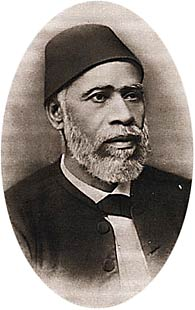
علي باشا مبارك

## أحداث
- فيصل بن تركي يهرب من مصر ويعود إلى الدرعية.

## مواليد
- علي باشا مبارك
- آغا مجتهد
- عمر بن الشيخ
- ماكس مولر

## وفيات
- عبد العزيز الدهلوي
- محمد العربي الدرقاوي